# Naoko Ogigami
Naoko Ogigami (荻上直子, Ogigami Naoko), née le 15 février 1972, est une réalisatrice japonaise. 

## Biographie
Naoko Ogigami est née le 15 février 1972 à Chiba. En 1994, elle prolonge ses études, passant de l’université de Chiba à l’école d’art cinématographique de l’université du Sud de la Californie (USC), aux États-Unis,.
Elle travaille ensuite comme assistante dans des sociétés de production de films publicitaires et concomitamment réalise un court-métrage, présenté en  1999, Ayako,. Puis en 2004, elle présente son premier long-métrage, Barber Yoshino (en anglais : Yoshino’s Barber Shop ; en français : Le Salon de coiffure de Yoshino), une comédie, qui reçoit une mention spéciale (« Mention Spéciale Deutsches Kinderhilfswerk ») au Festival international du film de Berlin. En 2005, le film Koi wa go shichi go (titre anglais : Love is Five, Seven, Five!) contribue à la faire connaître d'un public plus large.
Kamome shokudō en 2006 et Megane en 2007 sont parmi ses œuvres les plus récentes. En 2008, au Festival international du film de Berlin, le film Megane remporte le Prix Manfred Salzberger. Deux autres films suivent :  Toiretto (en anglais : Toilet) en 2010 et Rentaneko (en anglais : Rent-a-Cat) en 2012. Elle continue ainsi à explorer avec le sens de l’humour et de l’absurdité les stéréotypes culturels.

## Filmographie

### Courts métrages
- 1999 : Ayako

### Longs métrages
- 2004 : Barber Yoshino (バーバー吉野?) (en anglais : Yoshino’s Barber Shop)
- 2005 : Koi wa go shichi go ! (恋は五・七・五?) (en anglais : Love is Five, Seven, Five!)
- 2006 : Kamome shokudō (かもめ食堂?) (en anglais : Kamome Diner)
- 2007 : Megane (めがね?) (en anglais : Glasses)
- 2010 : Toiretto (トイレット?) (en anglais : Toilet)
- 2012 : Rentaneko (レンタネコ?) (en anglais : Rent-a-Cat)
- 2017 : Close-Knit (彼らが本気で編むときは、, Karera ga honki de amu toki wa?)[5]
- 2021 : Kawapperi mukoritta (川っぺりムコリッタ?) (en anglais : Riverside Mukolitta)
- 2025 : Le Jardin zen (波紋, Hamon?)[6]

## Distinctions
- 2008 : Prix Nikon de la plus belle image au Festival du cinéma japonais contemporain Kinotayo pour Megane[7]